# 남아메리카의 자원
남아메리카의 자원은 인구당 자원의 비율이 매우 높은 자원의 보고(寶庫)로서 석유·동·납·아연·주석은 세계적이다. 대부분의 지하자원은 건조한 기후와 불편한 교통으로 개발에 많은 경비가 소요된다.석유는 가장 풍부한 자원으로서 베네수엘라는 세계 매장량의 3%인 26억㎘가 부존되어 연간 생산량이 1.4억t이다. 남미의 철광석은 세계 매장량의 30%로 추계된다. 브라질은 매장량 750억t에 연간 5,500만t을 생산한다. 동광은 칠레·페루·볼리비아에서 많이 나고, 주석은 연간 3만t을 생산하는 볼리비아가 세계 생산의 16%를 차지한다. 페루의 아연광과 연광 생산은 세계 5위와 6위이다. 그외 금·은도 이 대륙에서 난다. 이들 광산자원의 개발은 기술과 자본의 부족이 큰 결점이며 대부분의 광물은 수출된다. 포장수력(包藏水力)은 4억 6,700만kW이나, 불과 560만kW가 개발되고 있다.